# Peggie Castle
Pour les articles homonymes, voir Castle.

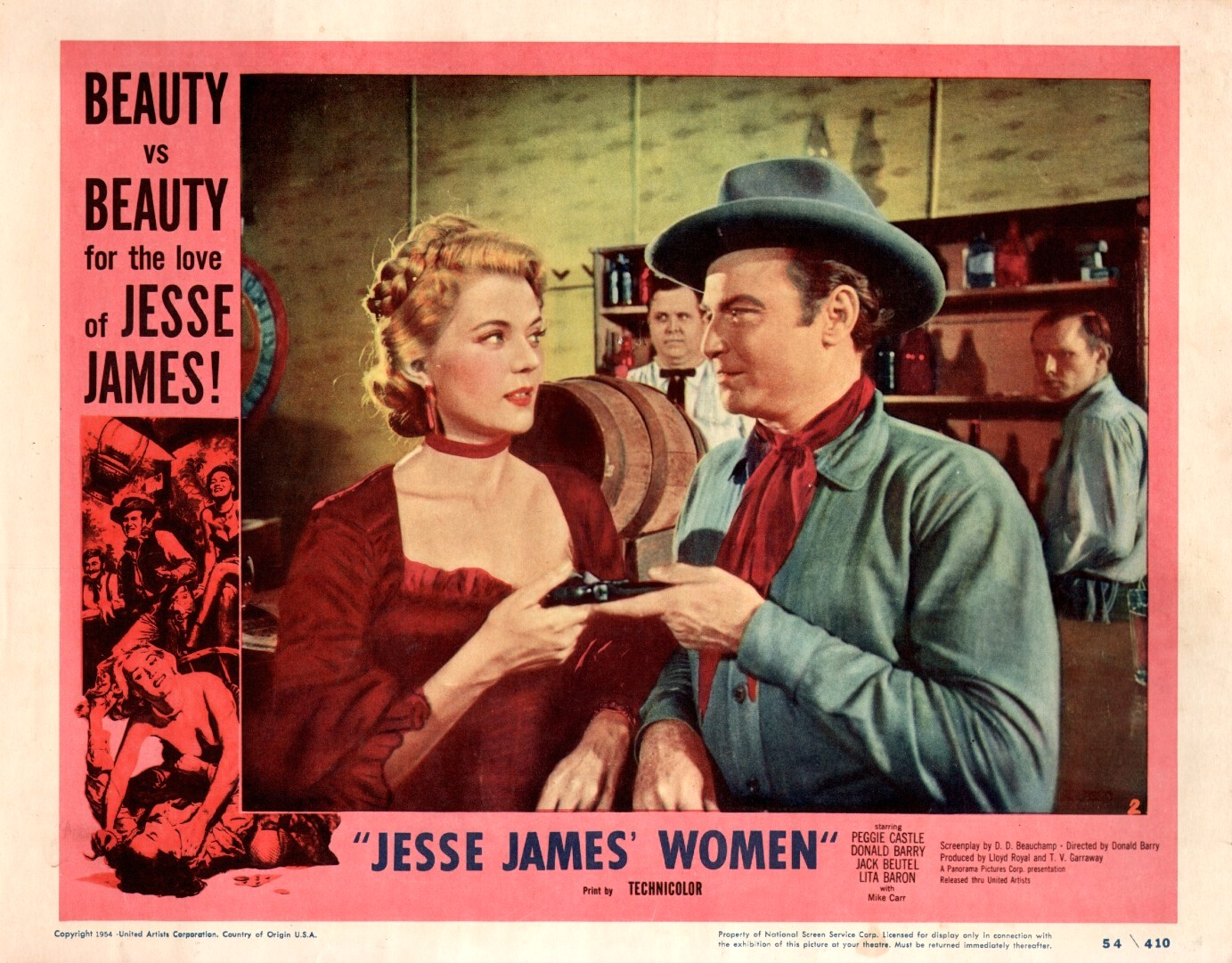
Avec Donald Barry, dans Jesse James' Women (1954, poster promotionnel)

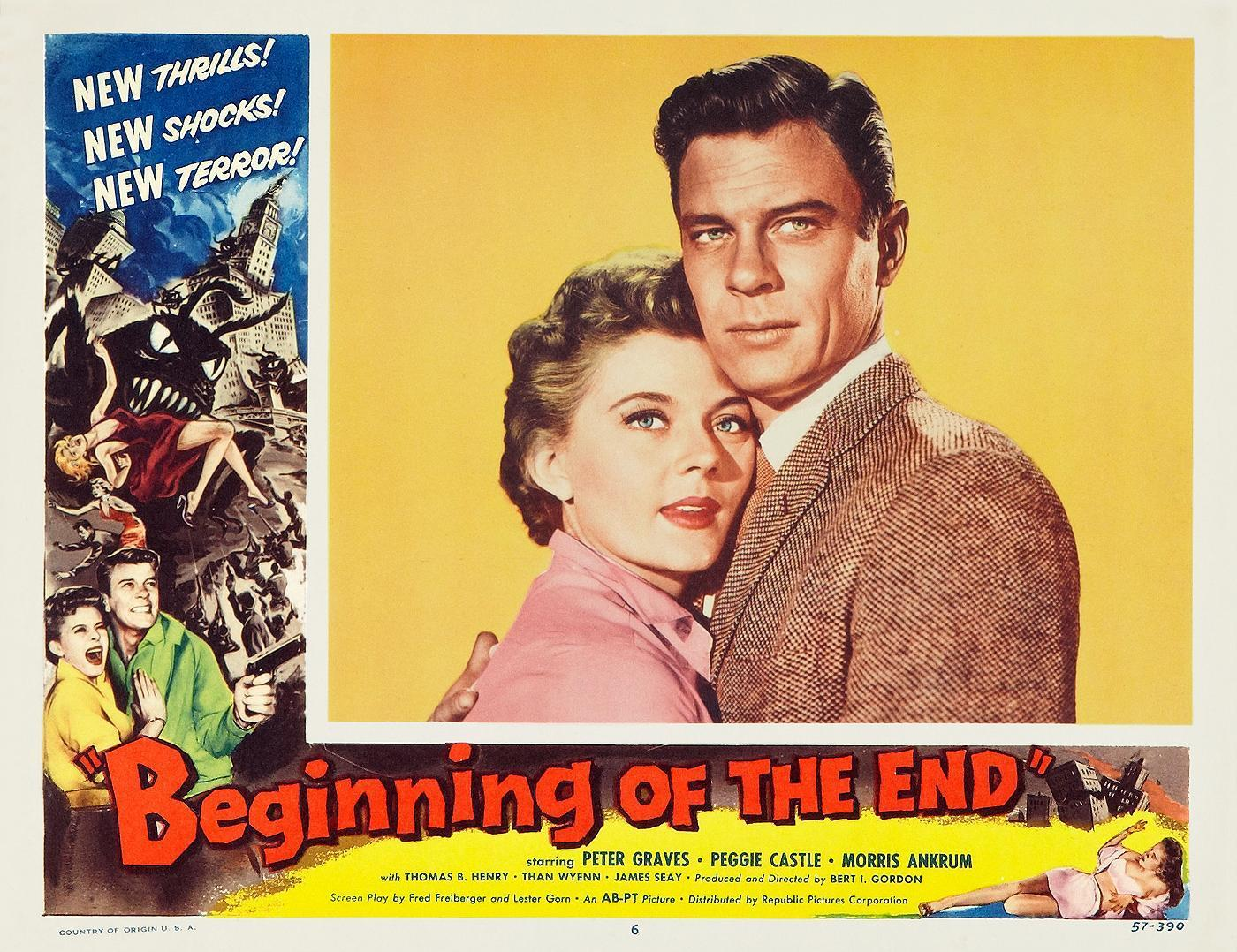
Avec Peter Graves, dans Beginning of the End (1957, poster promotionnel)

Peggie Castle (parfois créditée Peggy Castle) est une actrice américaine, née Peggy Thomas Blair le 22 décembre 1927 à Appalachia (Virginie), morte le 11 août 1973 à Los Angeles — Quartier d'Hollywood (Californie).

## Biographie
Au cinéma, Peggy Castle (pseudonyme) contribue à trente-six films — majoritairement américains, dont quelques westerns —, le premier sorti en 1947 (When a Girl's Beautiful, sous le pseudonyme de Peggy Call, non réutilisé). Ses cinq derniers sortent en 1957, dont Beginning of the End de Bert I. Gordon (avec Peter Graves et Morris Ankrum) et la coproduction américano-italienne Les Sept Collines de Rome (en) de Roy Rowland (avec Mario Lanza et Marisa Allasio).
Mentionnons également L'Ambitieuse de Curtis Bernhardt (1951, avec Bette Davis et Barry Sullivan) et Nettoyage par le vide de Victor Saville (1954, avec Anthony Quinn et Charles Coburn).
À la télévision, Peggie Castle apparaît dans deux téléfilms (1955 et 1956) et dix-sept séries (1953 à 1966), dont Cheyenne (deux épisodes, 1956-1957) et Lawman (en) (cent-cinq épisodes, 1959-1962, où elle tient le rôle récurrent de Lily Merrill).
Pour sa contribution au petit écran, une étoile lui est dédiée sur le Walk of Fame d'Hollywood Boulevard.
Peggie Castle meurt prématurément à son domicile d'Hollywood en 1973, à 45 ans, d'une crise cardiaque doublée d'une cirrhose, le tout résultant d'un alcoolisme chronique.

## Filmographie partielle

### Au cinéma
(films américains, sauf mention contraire ou complémentaire)
- 1947 : When a Girl's Beautiful de Frank McDonald : « Koko » Glayde
- 1949 : M. Belvédère au collège (Mr. Belvedere Goes to College) d'Elliott Nugent : Jean Auchincloss
- 1950 : La Fille des boucaniers (Buccaneer's Girl) de Frederick De Cordova : Cléo
- 1950 : Reportage fatal (Shakedown) de Joseph Pevney : La fille du vestiaire
- 1951 : La Nouvelle Aurore (Bright Victory) de Mark Robson : Eleanor
- 1951 : La Princesse de Samarcande (The Golden Horde) de George Sherman : Lailee
- 1951 : L'Ambitieuse (Payment on Demand) de Curtis Bernhardt : Diana Ramsey
- 1951 : Le Voleur de Tanger (The Prince Who Was a Thief) de Rudolph Maté : Princesse Yasmine
- 1951 : Air Cadet de Joseph Pevney : Pat
- 1952 : Invasion U.S.A. d'Alfred E. Green : Carla Sanford
- 1952 : La Belle du harem (Harem Girl) d'Edward Bernds : Princesse Shareen
- 1952 : Wagons West (en) de Ford Beebe : Ann Wilkins
- 1953 : Cow Country de Lesley Selander : Melba Sykes
- 1953 : L'Affaire de la 99e rue (99 River Street) de Phil Karlson : Pauline Driscoll
- 1953 : J'aurai ta peau (I, the Jury) d'Harry Essex
- 1953 : Son of Belle Starr de Frank McDonald : Julie Wren
- 1954 : Nettoyage par le vide (The Long Wait) de Victor Saville : Vénus
- 1954 : Jesse James' Women de Donald Barry : Waco Gans
- 1954 : L'Orchidée blanche (White Orchid) de Reginald Le Borg : Kathryn Williams
- 1954 : La Hache sanglante (The Yellow Tomahawk) de Lesley Selander : Katherine
- 1955 : Le Syndicat du crime (Finger Man) d'Harold D. Schuster : Gladys Baker
- 1955 : La Furieuse Chevauchée (Tall Man Riding) de Lesley Selander : Reva
- 1955 : Dix Hommes pour l'enfer (Target Zero) de Harmon Jones : Ann Galloway
- 1956 : The Oklahoma Woman de Roger Corman : Marie « Oklahoma » Saunders
- 1956 : Quincannon, Frontier Scout de Lesley Selander : Maylene Mason
- 1956 : Immortel Amour (Miracle in the Rain) de Rudolph Maté : Millie Kranz
- 1957 : Un tueur s'est échappé (The Counterfeit Plan) de Montgomery Tully (film britannique) : Carole Bernard
- 1957 : Beginning of the End de Bert I. Gordon : Audrey Aimes
- 1957 : Le Carrefour de la vengeance (it) (Hell's Crossroads) de Franklin Adreon : Paula Collins
- 1957 : Back from the Dead de Charles Marquis Warren : Mandy Hazelton Anthony
- 1957 : Les Sept Collines de Rome (Arrivederci Roma) de Roy Rowland (film américano-italien) : Carol Ralston

### À la télévision
(séries, sauf mention contraire)

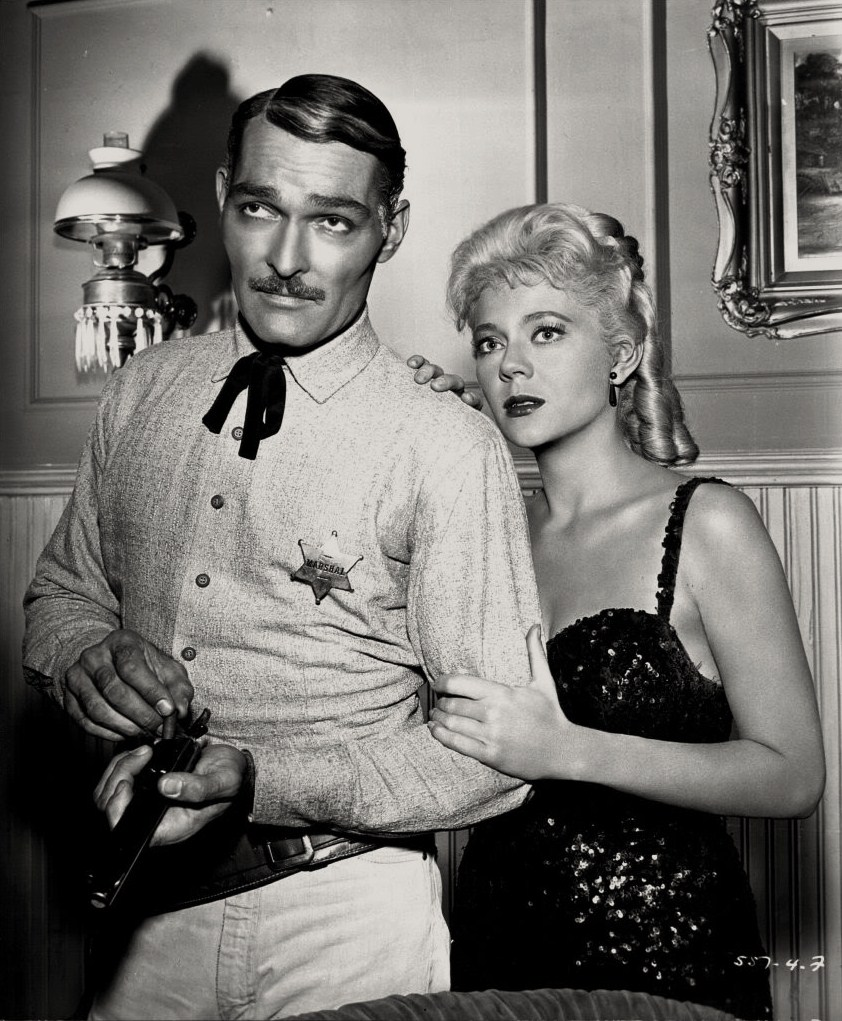
Avec John Russell, dans la série Lawman, épisode Clootey Hutter (1962, photo promotionnelle)

- 1956 : Assignment : Mexico, téléfilm de Bernard Girard : Grace O'Conner
- 1956-1957 : Cheyenne
  - Saison 1, épisode 12 Fury at Rio Hondo (1956) de Leslie H. Martinson : Mississippi
  - Saison 2, épisode 18 The Spanish Grant (1957) : Amy Gordon
- 1957 : Gunsmoke ou Police des plaines (Gunsmoke ou Marshal Dillon)
  - Saison 2, épisode 27 Chesters Murder de Ted Post : Nita Tucker
- 1957 : Perry Mason, première série
  - Saison 1, épisode 12 The Case of the Negligent Nymph de Christian Nyby : Sally Fenner
- 1958 : 77 Sunset Strip
  - Saison 1, épisode 8 The Well-Selected Frame de Boris Sagal : Valérie Stacey
- 1959 : Mike Hammer (Mickey Spillane's Mike Hammer), première série
  - Saison 2, épisode 4 The Big Drop de Boris Sagal : Joan Barry
- 1959-1962 : Lawman
  - Saisons 2 à 4, 105 épisodes : Lily Merrill
- 1966 : Le Virginien (The Virginian)
  - Saison 4, épisode 21 Morgan Starr : Melissa